# Lawrence (gruppo musicale)
I Lawrence sono un gruppo statunitense fondato dai fratelli newyorkesi Clyde e Gracie Lawrence, che hanno cantato, suonato e scritto canzoni assieme sin dall'infanzia per poi diventare una band di otto elementi pubblicando quattro album in studio e diversi album sia live che acustici.
Il loro quarto album in studio, Family Business, è uscito il 21 giugno 2024 assieme all'annuncio di un grande tour da headliner con spettacoli in Europa nell'estate 2024 e in Nord America nell'autunno dello stesso anno. Il loro singolo di maggior successo, "Don't Lose Sight", è stato presentato in uno spot pubblicitario internazionale della Microsoft che, negli Stati Uniti, li ha portati nella Top 20 delle classifiche pop di Shazam e nella Top 40 delle classifiche pop radiofoniche (rendendolo il singolo completamente indipendente con la posizione più alta in classifica nel 2022), oltre ad esibirsi in programmi televisivi quali The Late Show with Stephen Colbert, il Jimmy Kimmel Live! e il CBS Saturday Morning.
La band ha aperto per i Rolling Stones al MetLife Stadium nel maggio 2024 e per i Jonas Brothers per tutto il loro tour nordamericano del 2023, costituito da oltre 60 spettacoli. Hanno anche aperto per Jon Bellion, i Lake Street Dive, i Vulfpeck e Jacob Collier, inoltre si sono esibiti in vari festival musicali quali Coachella, Bonnaroo e Outside Lands.

## Carriera musicale

### The Clyde Lawrence Band
Clyde e Gracie Lawrence, fratelli con tre anni e mezzo di differenza che hanno iniziato ad esibirsi assieme dall'infanzia, sono i figli del regista Marc Lawrence, mentre loro fratello minore Linus è spesso apparso nei video della band. Entrambi hanno frequentato la Dalton School di New York (diplomandosi rispettivamente nel 2011 e nel 2015) e in seguito l'Università Brown, dove però solo Clyde ha completato la laurea triennale, in quanto Gracie, che inizia ad esibirsi con la band dai primi anni del liceo, decide poi di lasciare gli studi per concentrarsi a tempo pieno sulla carriera musicale.
Prima di formare la band, Clyde, che ha preso lezioni di pianoforte dall'età di quattro anni, ha lavorato al tema musicale del film Miss Detective, diretto dal padre, nonostante all'epoca avesse appena cinque anni, diventando de facto il membro più giovane della Songwriters Guild of America e prendendo successivamente parte alla composizione delle colonne sonore di film quali Scrivimi una canzone (2007), Che fine hanno fatto i Morgan? (2009), Professore per amore (2015) e Landline (2017), nonché per il secondo episodio della seconda stagione di Instinct e per il film Disney+ del 2019 Noelle, dove recita in un ruolo minore anche Gracie, che parallelamente ha portato avanti la carriera di attrice.
Durante gli anni passati all'università Brown, Clyde inizia ad esibirsi assieme ad alcuni altri studenti con un gruppo che chiama The Clyde Lawrence Band, nel ruolo di voce solista e tastiera. Ben presto tuttavia Gracie si unisce a loro, prendendo parte al loro primo tour ed esibendosi sia nel campus universitario che in vari locali notturni del nordest oltre che a prendere parte al loro primo EP, Homesick, portando la band a cambiare nome in Lawrence. Sette degli otto membri della band hanno frequentato la Brown.

### Primi anni
i Lawrence hanno pubblicato il loro primo album completo, Breakfast, nel 2016, raggiungendo il sesto posto nella classifica R&B di iTunes al primo giorno di uscita. Prodotto dal vincitore del Grammy Eric Krasno, Breakfast include apparizioni musicali di membri degli Snarky Puppy e dei Lettuce. Il loro secondo album, Living Room, è stato pubblicato nel settembre 2018, raggiungendo il secondo posto nella classifica iTunes R&B/Soul, guadagnandosi una posizionamento nella playlist "New Music Friday" di Spotify e portando la band al suo debutto televisivo a tarda notte su Last Call with Carson Daly della NBC. L'album, che combina elementi delle vecchie e nuove influenze dei Lawrence, presenta temi di problemi familiari e infantili, ed è stato co-prodotto da due membri della band, Jordan Cohen (sassofono tenore/baritono) e Jonny Koh (chitarra), oltre che dal produttore di Brooklyn Eli Crews e dagli stessi Clyde e Gracie.

### Collaborazione e contratto discografico con Jon Bellion
Nel febbraio 2019, i Lawrence hanno annunciato tramite social media che avrebbero aperto il tour nazionale estivo del 2019 di Jon Bellion, The Glory Sound Prep Tour. A giugno di quello stesso anno, i Lawrence hanno pubblicato il primo dei tanti singoli prodotti da Bellion, "Casualty"; il mese seguente, Bellion e Lawrence hanno annunciato il lancio dell'etichetta discografica del primo, la Beautiful Mind Records, ufficializzando l'ingaggiato dei Lawrence come loro primo artista. Bellion ha dichiarato l'intenzione, tramite la sua nuova etichetta, di «prendersi cura degli artisti per il resto della loro carriera» nonché di formare una famiglia di creatori musicali da supportare e con cui collaborare. Nel luglio 2021, i Lawrence hanno pubblicato l'album Hotel TV diventando ufficialmente la prima band a pubblicare musica sotto la Beautiful Mind Records di Jon Bellion, che ha co-prodotto e co-scritto le canzoni dell'album assieme a Clyde, Gracie, Jordan Cohen e Jonny Koh. Il singolo principale dell'album, "Don't Lose Sight", è stato presentato in uno spot pubblicitario internazionale della Microsoft, che lo ha spinto nella Top 20 delle classifiche pop di Shazam USA, raggiungendo il trentatreesimo posto nella Top 40 della radio e venendo trasmesso in oltre 100 stazioni multi-formato in tutto il paese. La band ha inoltre eseguito "Don't Lose Sight" al Jimmy Kimmel Live!, a The Late Show with Stephen Colbert e al Coachella Valley Music and Arts Festival.
Clyde Lawrence, Jordan Cohen e Jonny Koh hanno inoltre formato il trio di produzione The Diner che, nonostante il contratto con Bellion, hanno lavorato a progetti paralleli coi Jonas Brothers, con Tori Kelly e Jon Batiste, oltre a co-scrivere e produrre tutta la musica dei Lawrence.
Verso la fine del 2023, i Lawrence sono apparsi nel singolo di Jacob Collier "Wherever I Go" e hanno pubblicato due singoli - "I'm Confident that I'm Insecure" e "23" - entrambi inseriti nel loro album dell'anno seguente, Family Business, uscito il 21 giugno 2024; mentre il 31 maggio dello stesso anno pubblicano il singolo omonimo.

## Tournée
I tour sono stati un elemento chiave dell'ascesa al successo del gruppo: l'uscita di Hotel TV è stata supportata dall'Hotel TV Tour, con tappe in 53 delle principali città dell'America del Nord, tra i quali dei sold out al Terminal 5 di New York, all'House of Blues di Chicago e due serate al Royale di Boston. Dopo il tour, la band è stata co-headliner di un tour con artisti quali i MisterWives, i Lake Street Dive, i Vulfpeck, Jon Bellion, Jacob Collier, i Soulive, gli O.A.R. e Jarle Bernhoft, inoltre hanno preso parte a vari importanti festival musicali, tr cui il Coachella, il Bonnaroo, l'Outside Lands, il Firefly, l'Okeechobee, l'Hangout e il Summerfest.
Nel novembre 2022, i Lawrence hanno organizzato il proprio festival di 3 notti al Brooklyn Steel, lo Staycation. Ciascuna serata aveva un tema diverso (la prima notte di nozze, la notte Y2K e la notte a New York), presentava due atti di apertura seguiti da un'esibizione di due ore dei Lawrence e aveva un design del set, una scaletta e dei costumi unici corrispondenti al tema. In totale, le tre serate hanno visto la partecipazione di sette artisti diversi e tre concerti dei Lawrence, per un totale di 70 canzoni diverse e tre sold out. Nel 2023, la band si è unita ai Jonas Brothers nel loro tour del Nord America, oltre a suonare in festival come Daze Between New Orleans e The Peach Music Festival, oltre a fare da artisti di supporto a Jacob Collier, AJR e Michael Franti & Spearhead.
Dal 3 agosto all'11 ottobre 2023, i Lawrence hanno pubblicato una docuserie sul loro tour del 2021 sul proprio canale YouTube. Nel gennaio 2024, i Lawrence hanno annunciato un tour dell'estate 2024 all'autunno 2024 tra Europa e Stati Uniti per promuovere il loro album Family Business.

## Politica e attivismo
Nel dicembre 2022, Clyde Lawrence ha scritto un articolo pubblicato sul New York Times in merito alle dinamiche ingiuste che gli artisti devono affrontare nell'industria della musica dal vivo a seguito della fusione di Ticketmaster con la Live Nation Entertainment. Nel gennaio 2023, i fratelli Lawrence e Jordan Cohen sono stati invitati a testimoniare a un'udienza della magistratura del Senato degli Stati Uniti a Washington DC, sul tema della biglietteria per eventi dal vivo. accanto ad altri professionisti del settore ed esperti antitrust per testimoniare le loro esperienze come band in tournée che suonava nei locali di proprietà del Live Nation negli Stati Uniti. I Lawrence e Cohen hanno continuano ad esprimersi riguardo alle difficoltà di promuovere e vendere biglietti per gli eventi dal vivo in interviste con NBC News, Vice News e Politico.

## Formazione
- Gracie Lawrence – voce, tamburello
- Clyde Lawrence – voce, tastiere
- Sam Askin – batteria
- Sumner Becker – sassofono contralto
- Jordan Cohen – sassofono tenore, sassofono baritono, cori
- Michael Karsh – basso, cori
- Jonny Koh – chitarra, cori
- Marc Langer – tromba, rap

## Discografia

### Album in studio
- 2016 – Breakfast
- 2018 – Living Room
- 2021 – Hotel TV
- 2024 – Family Business

### Album live
- 2018 – Breakfast: Unscrambled (Acoustic Sessions)
- 2020 – The Live Album (Part 1)
- 2021 – The Live Album (Part 2)

### EP
- 2013 – Homesick (come The Clyde Lawrence Band)

### Singoli
- 2017 – "Do You Wanna Do Nothing With Me?"
- 2017 – "Misty Morning"
- 2018 – "Probably Up"
- 2018 – "Make A Move"
- 2019 – "Casualty"
- 2019 – "Casualty (Acoustic)"
- 2020 – "The Weather"
- 2020 – "The Weather (Acoustic & Gospel Reprise)"
- 2020 – "Quarantined With You"
- 2020 – "Freckles (Live in LA)"
- 2020 – "Freckles"
- 2021 – "Don't Lose Sight"
- 2021 – "False Alarms" (con Jon Bellion)
- 2023 – "I’m Confident That I’m Insecure"
- 2023 – "I’m Confident That I’m Insecure (Acoustic-ish)"
- 2023 – "23"
- 2023 – "23 (Acoustic-ish)"
- 2024 – "Guy I Used To Be"[28]
- 2024 – "Family Business"